# Sefer Jecira
Sefer Jecira (hebrejsky סֵפֶר יְצִירָה‎, doslova „Kniha stvoření“ či „utváření“) je krátký pozdně starověký kabalistický spis pocházející z oblasti Blízkého východu.

## Původ spisu
Odhady na stáří Sefer Jeciry se podle různých vědců různí, pohybují se od 2. do 10. století. Podle židovské tradice je autorství sice připisováno Abrahámovi, skutečný autor či autoři jsou však neznámí. Spis je přesto jedním z nejstarších textů týkajících se židovské mystiky a prvním, který začíná operovat s pojmem sefirot.
I když samotný termín Sefer Jecira se objevuje již v Talmudu, přesto se má za nepravděpodobné, že by Talmud měl na mysli spis, který je v současnosti znám a vydáván pod tímto označením. Spíše se předpokládá, že spisek zmíněný v Talmudu byl až dodatečně ztotožněn s později vytvořeným textem. Nicméně podle řady učenců z gaonského období, mezi něž řadíme například Sa'adja Ga'ona, byl Abrahám nezpochybnitelným autorem spisku, podle Mošeho Cordovery byl Abrahám autorem a rabi Akiva finálním redaktorem díla.
Samotný text Sefer Jeciry existuje v mnoha verzích, které obsahují 1300 až 2500 hebrejských slov, přičemž podle některých badatelů mohl původní pramen obsahovat jen 240 slov. Sepsání první významné a delší verze je připisováno muži jménem Sa'adja ben Josef Alfajuma (892-942). Druhá významná avšak kratší verze vznikla krátce nato a bývá označována jako Nepravý text Sa'adjahův. Teprve v 16. století se objevují další dvě význačné varianty textu, nejprve tzv. Luriův text, který vydal Jicchak Luria (Ha-Ari), a poté tzv. Mantovský text, jenž byl vydán v Mantově Jakubem ben Neftali Gazolou. V 18. století vytvořil vlivnou verzi textu učenec Ga'on z Vilna, jenž je znám jako Gra-Ariho verze či Gra verze.
V roce 1991 byla v Česku vydána Sefer Jecira Pražská – jedná se o upravený text mantovské verze, tedy jakýsi pokus o očištění textu od toho, co jeho autor, Ladislav Moučka, považoval za dodatečné vsuvky či nepřesnosti v uspořádání textu, přičemž vycházel z předpokladu, že všechny verze textu jsou v podstatě pokusem své doby o písemné zachycení toho, co bylo do té doby předáváno pouze ústně.